# ロサンゼルス鉄道P形電車
P形は、かつてアメリカ合衆国・カリフォルニア州ロサンゼルス市内に存在した路面電車であるロサンゼルス鉄道（Los Angels Railway、LARy）が所有していた電車。1930年代に開発された高性能路面電車であるPCCカーの1つで、1945年以降のロサンゼルス・トランジットライン（Los Angeles Transit Lines、LATL）時代も含め、導入時期によって3形式に分けられていた。

## 概要
ロサンゼルス鉄道は、1901年に開通して以降ロサンゼルス中心部に大規模な路線網を有し、黄色を主体とした電車の塗装から"イエローカー"’（Yellow Car）とも呼ばれていた、1,067 mm軌間の路面電車路線である。同社はPCCカーの量産が始まった最初の年である1936年8月に、セントルイス・カー・カンパニーへ60両の車両を発注し、翌1937年から営業運転に投入した。PCCカーが導入されたアメリカやカナダの多くの路面電車路線（1,435 mm）と軌間が異なるため、これらの車両にはクラークが新規に開発したB-1形台車が必要となったが、利用客から高い評判を受けた事で、標準型路面電車であるPCCカーの汎用性が実証される結果となった。以降は更に増備が行われ、1945年の段階で合計125両のPCCカーが営業運転に就いていた。これらの車両は全て片運転台式で、乗降扉は右側の前方・中央に設置されていた。
1945年にロサンゼルス鉄道はナショナル・シティラインに売却され、路線名が"ロサンゼルス・トランジット・ライン"（Los Angeles Transit Lines、LATL）に改められた。この企業はアメリカ各地の路面電車を買収し、バスへの転換を積極的に推し進めていた事で知られているが、ロサンゼルス鉄道に関してはP線を始め路線バスでは旺盛な需要に対応しきれない系統が存在しており、1946年に近代化のため新たなPCCカー（P-3形）の発注が実施され、1948年から営業運転に導入された。
だが、1950年代以降はフリーウェイの建設が相次ぎ、都市のスプロール化が更に進展した事でロサンゼルス鉄道の乗客は更に減少の一途をたどり、1955年に路線の大部分が廃止された。これに伴い余剰となったPCCカーは残された路線で使用されていた旧型車両を全て置き換え、1958年のロサンゼルス都市圏交通局（現：ロサンゼルス郡都市圏交通局）への公営化を経て1963年の全面廃止まで最後の車両として運用に就いた。
廃車後は多くの車両がエジプト・カイロの路面電車へ譲渡され、1981年まで使用された。また、トップナンバーの3001号南カリフォルニア鉄道博物館（旧称：オレンジエンパイア鉄道博物館 (Orange Empire Railway Museum) ）で動態保存されているほか、各地の鉄道博物館に保存されている。

## 関連項目

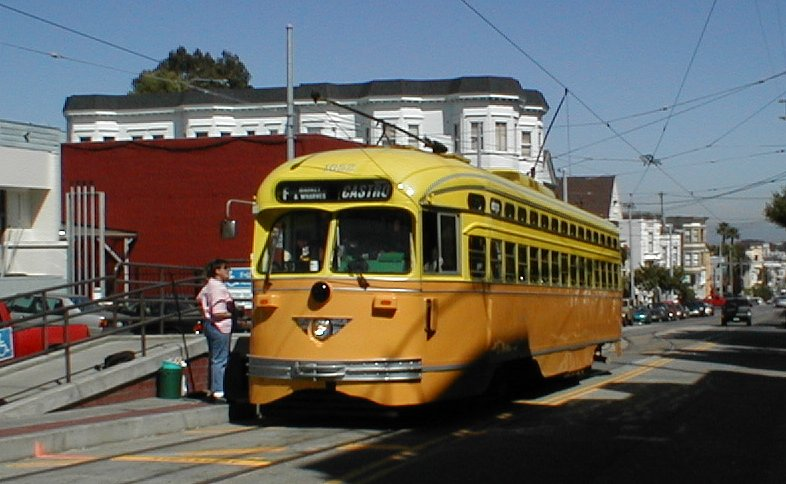
1052（"イエローカー"）
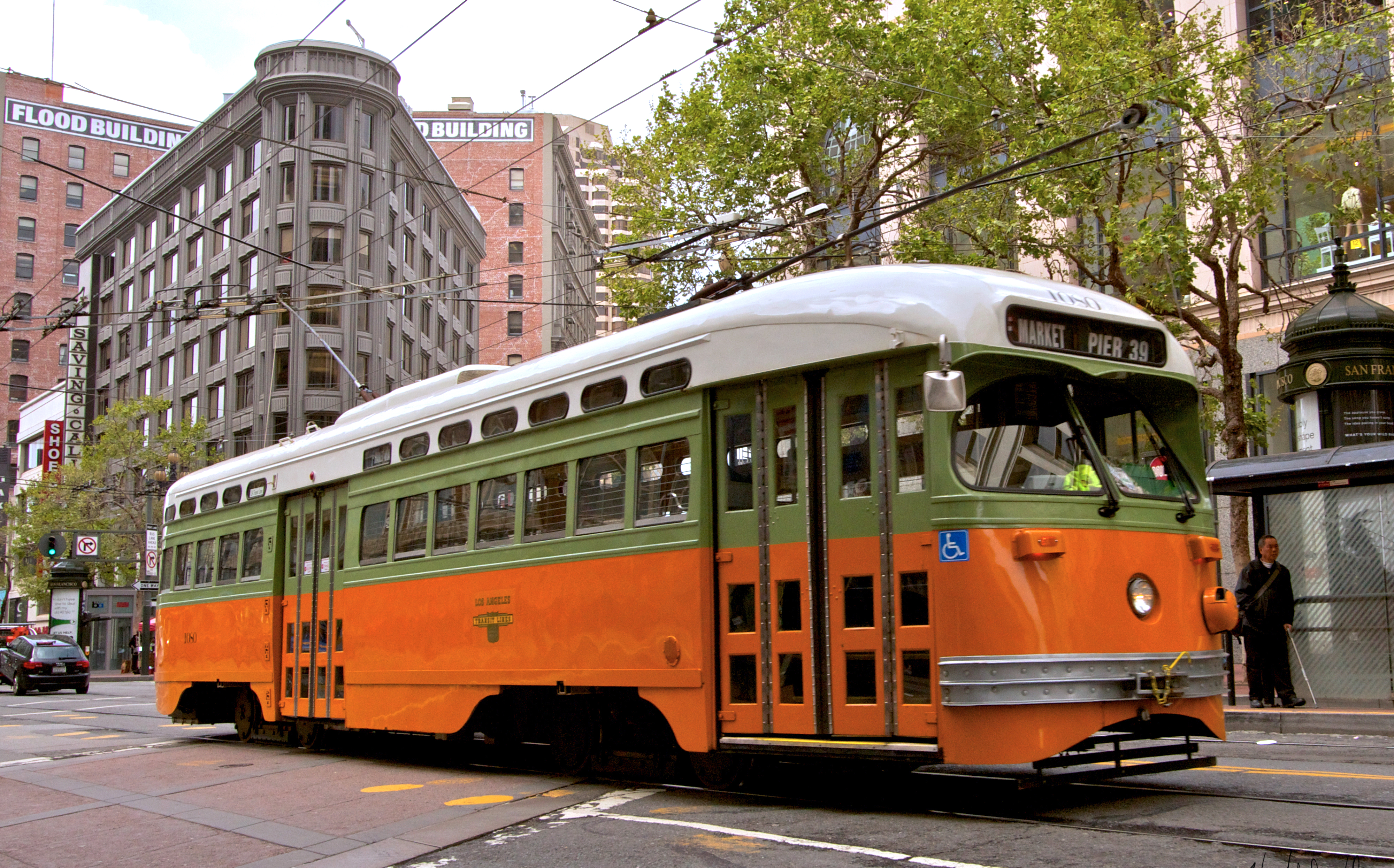
1080（"フルーツサラダ"）

## 車種

### P-1形
1936年から1937年の2度に渡ってセントルイス・カー・カンパニーに発注が行われた、ロサンゼルス鉄道最初のPCCカー。合計95両（3001 - 3095）が導入され、全車とも車体下半分がクロムイエロー、上半分がレモンイエローの新塗装で登場した。機器や導入年度の違いにより、以下の3種類に分けられる。
- 3001 - 3020 - 1936年に発注。機器はウェスチングハウス・エレクトリック（WH）製。
- 3021 - 3060 - 1936年に発注。機器はゼネラル・エレクトリック（GE）製。
- 3061 - 3095 - 1937年に発注。当初の計画では100両を導入する予定だったが、予定を変更し35両に縮小した。機器はGE製。

最初に導入された3001・3002は1937年7月26日からの営業運転に先立ち、同年5月23日に一般市民を対象にしたお披露目式で展示された。またこの2両の前面窓は運転台に差し込む日差しが問題視された事で納入直後に傾斜がつけられ、以降の車両も同様の形状で導入された。製造当初は車掌が乗務していたが、1941年以降はワンマン運転に用いられた。

### P-2形
第二次世界大戦時の乗客増加に対応するため、1943年から1944年にかけて30両（3096 - 3125）が製造された形式。P-1形と類似する車体を有していたが、前面のアンチクライマーの形状が異なっていた他、中央部の乗降扉の位置が窓1つ分後方へ移動した。また、次項のP-3形と共に、製造当初からワンマン運転に対応していた。

### P-3形
ナショナル・シティラインへ路線の運営権が売却された翌年の1946年10月に40両（3126 - 3165）の発注が行われた最終増備車。第二次世界大戦後のPCCカーにおいて標準となった立席窓（バス窓）を備えていた他、従来の車両には設置されていなかった、発電ブレーキの熱を利用した暖房装置が設置された。また導入当初から"フルーツサラダ"（Fruit Salad）と称される、車体上半分がくすんだ黄緑色、下半分がクロムイエロー、屋根は白色というLATL時代の標準塗装を纏っていた。1948年10月15日から営業運転を開始し、P線で用いられた。

## 塗装
路線の運営する鉄道事業者によって、PCCカーは以下の3種類の塗装が存在した。

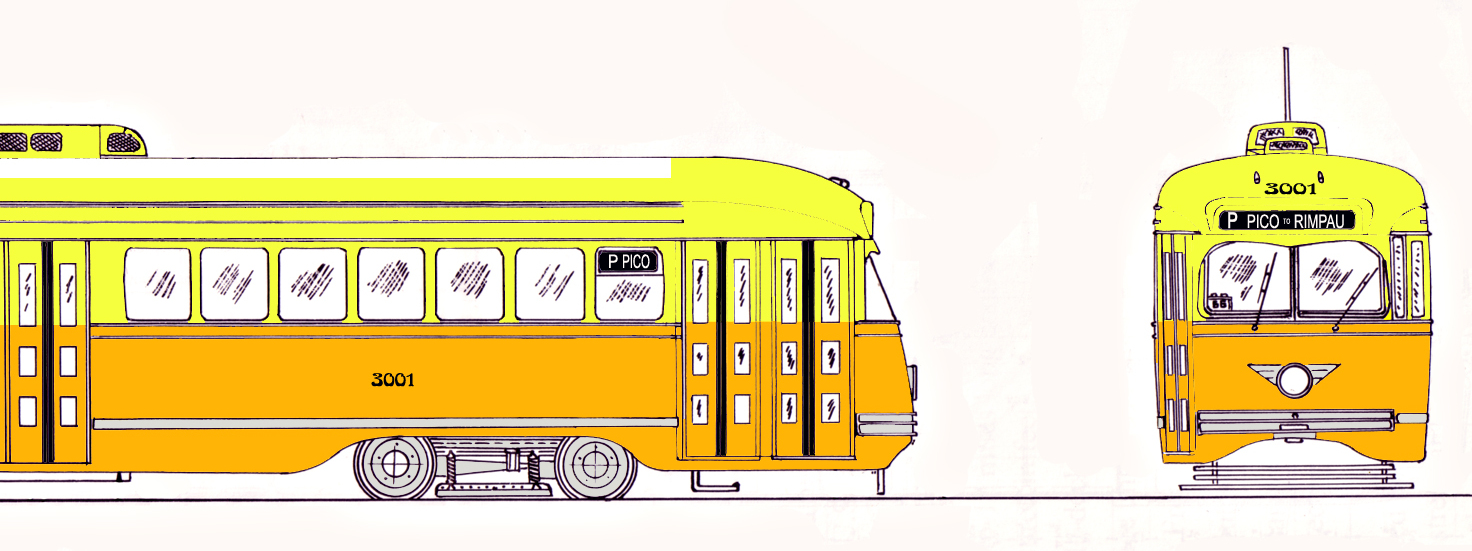
ロサンゼルス鉄道 "イエローカー"
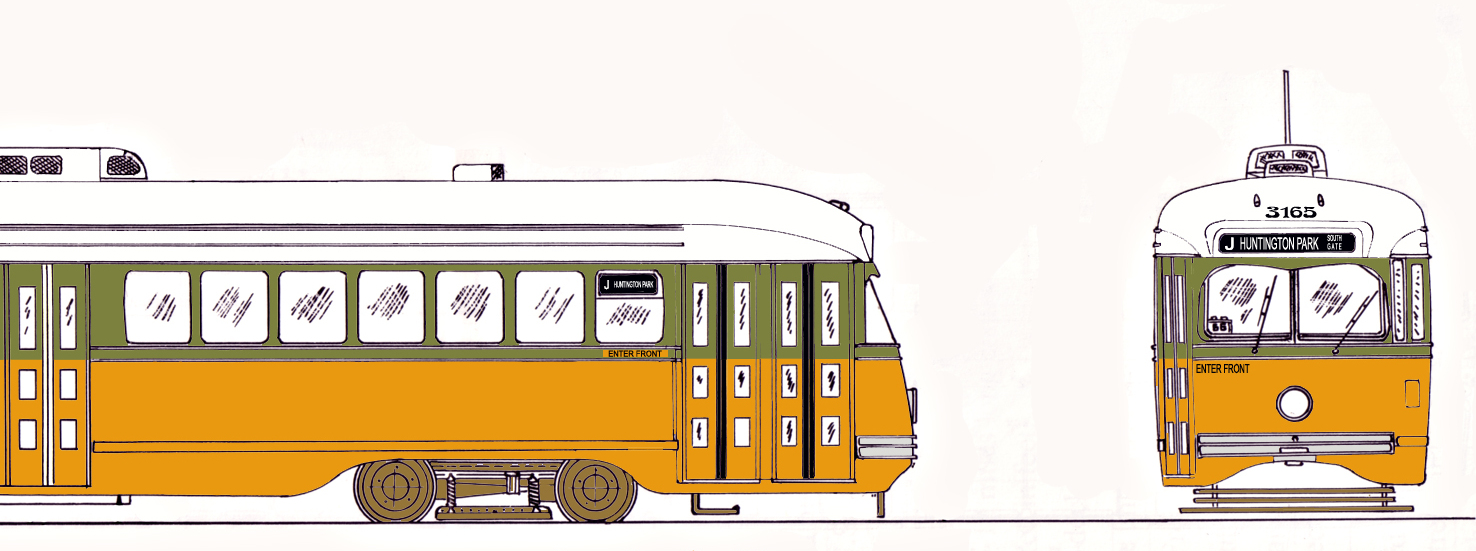
ナショナル・シティライン "フルーツサラダ"
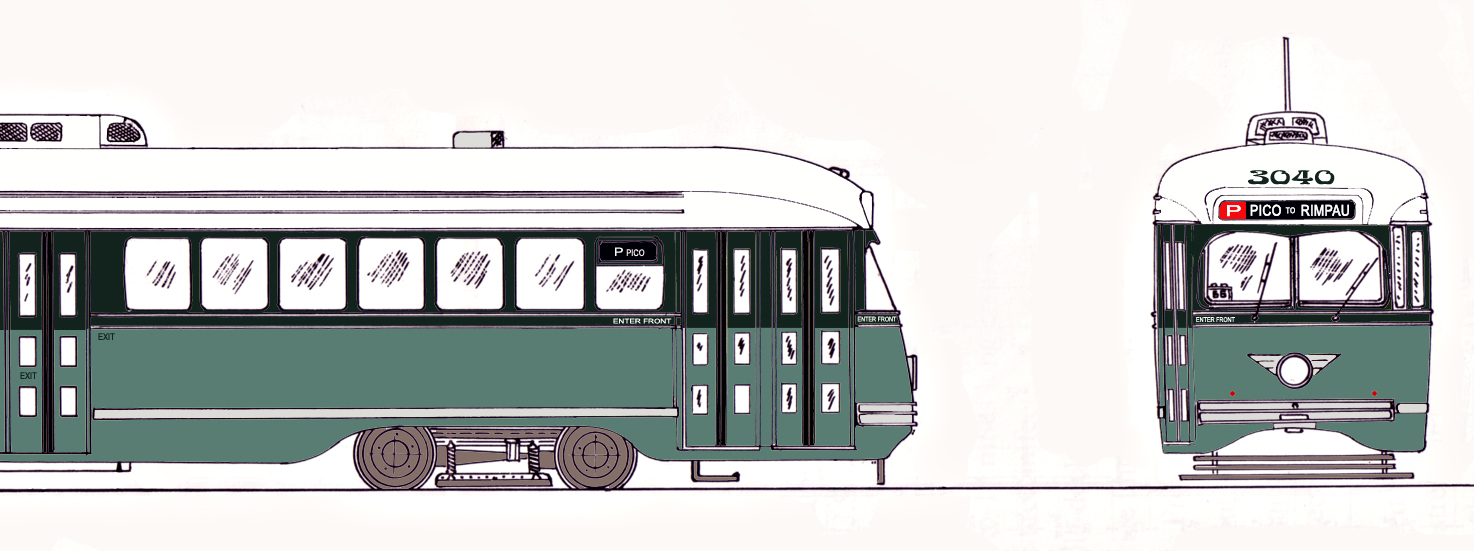
ロサンゼルス都市圏交通局

## 参考資料
- Los Angels Railway Corporation (1944). Types of Passenger Cars.  オリジナルの2013-04-23時点におけるアーカイブ。 2019年11月13日閲覧。

- 大賀寿郎『路面電車発達史 ―世界を制覇したPCCカーとタトラカー』戎光祥出版〈戎光祥レイルウェイ・リブレット 1〉、2016年3月1日。ISBN 978-4-86403-196-7。